# Prästköp
Prästköp är en bebyggelse i Hällestads socken i Finspångs kommun. Den ligger utmed riksväg 51 ungefär 15 km nordväst om Finspång.
SCB klassade Prästköp som en småort  vid avgränsningen år 1995. År 2000 räknades området inte längre som en småort. Till nästa avgränsning år 2005 räknades den återigen som småort. År 2010 upphörde den sen för andra gången som småort. Vid 2015 års småortsavgränsning återfanns här åter igen en småort.Och 2023 förlorade den åter status som småort.